# نادي بوفيه
نادي بوفيه (بالفرنسية: AS Beauvais Oise)‏ نادي كرة قدم فرنسي يلعب في دوري الدرجة الوطنية . تم تأسيس النادي في سنة 1945 .